# Hyltenäs kulle
Hyltenäs kulle är ett naturreservat i Marks kommun i Västra Götalands län.
Reservatet bildades 1974 och omfattar 61 hektar. Det förvaltas av Västkuststiftelsen. Reservatet ligger vid sundet mellan Västra Öresjön och Östra Öresjön.